# Mateo I de Constantinopla
Mateo I de Constantinopla (en griego: Ματθαίος Α΄) fue el patriarca de Constantinopla desde 1397 hasta 1410.

## Biografía
Mateo fue elegido con el apoyo del emperador Manuel II Paleólogo en noviembre de 1397. En 1401, cuando Tamerlán entró en guerra contra el sultán Beyazid I, Mateo I, confiado de la victoria de los turcos como la mayoría de la población pro-otomana, fue sospechoso de negociaciones secretas con el enemigo. Consiguió ser exonerado por una encíclica en la que analizó la decadencia de la moral de sus ciudadanos apoyándose en las Epístolas a los Corintios de San Pablo.
El patriarca fue luego cuestionado por su falta de capacidad para llevar a cabo sus funciones por el clero que apoyado por Juan VII Paleólogo, quien se aprovechó de la ausencia del emperador en Occidente desde 1399 para eliminarlo. Cuatro días después de su regreso, el 14 de junio de 1403, Manuel II consiguió por la fuerza obligar a los obispos a restaurarlo.
El Patriarca Mateo I murió en agosto de 1410.